# Helena Trojańska

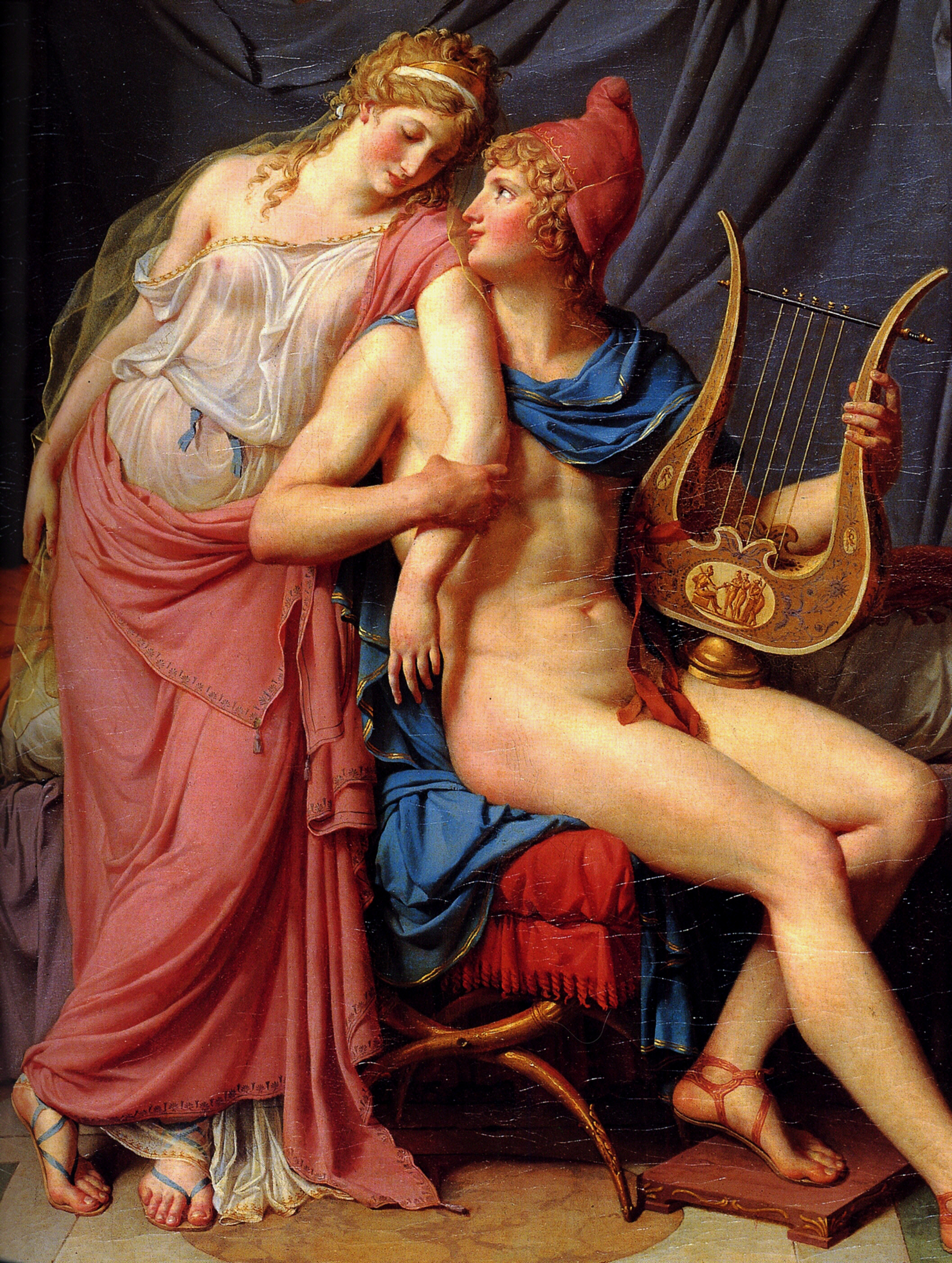
Helena i Parys, obraz pędzla Jacques-Louis Davida, 1788

Helena Trojańska, obraz pędzla Evelyn De Morgan, 1898

Helena Trojańska (gr. Ἑλένη Helénē) – w mitologii greckiej królewna i królowa Sparty; bohaterka Iliady Homera.
Uchodziła za córkę Tyndareosa, króla Sparty, lub boga Zeusa, który pod postacią łabędzia zapłodnił Ledę, a Helena wykluła się z jaja.
Była najpiękniejszą kobietą swoich czasów. O jej rękę starali się, według różnych źródeł:
- Odyseusz, syn Laertesa,
- Diomedes, syn Tydeusa,
- Antilochos, syn Nestora,
- Idomeneus, wnuk Minosa,
- Kinyras, syn Apolla,
- Agapenor, syn Ankaeosa,
- Stenelos, syn Kapaneusa,
- Amfimachos, syn Kteatosa,
- Talpios, syn Eurytosa,
- Meges, syn Fyleosa,
- Amfilochos, syn Amfiaraosa,
- Blanirus, syn Onitesa,
- Menesteusz, syn Peteosa,
- Schedios i Epistrofos, synowie Ifitosa,
- Poliksenos, syn Agastenesa,
- Peneleos, syn Hippalcimosa,
- Parys, syn Priama,
- Lejtos, syn Alektora,
- Ajas Mały, syn Ojleusa,
- Askalafos i Ijalmenos, synowie Aresa,
- Elefenor, syn Chalkodona,
- Eumelos, syn Admeta,
- Polipoetes, syn Peritosa,
- Leonteos, syn Koronosa,
- Podalejrios i Machaon, synowie Asklepiosa,
- Filoktet, syn Pojasa,
- Eurypylos, syn Euajmona,
- Protesilaos, syn Ifiklosa,
- Menelaos, syn Atreusa,
- Ajas Wielki, syn Telamona,
- Patroklos, syn Menojtiosa,
- Tezeusz, syn Egeusza.

Z wielu starających się o jej rękę zalotników wybrała Menelaosa, księcia Myken i brata Agamemnona, króla Myken, który był żonaty z Klitajmestrą, siostrą Heleny. Aby zapobiec waśniom, jej przybrany ojciec Tyndareos, król Sparty (był to pomysł Odyseusza), zobowiązał innych, by w razie potrzeby pośpieszyli z pomocą wybranemu przez Helenę oblubieńcowi. Kiedy Tyndareos zmarł, Menelaos został królem Sparty. Helena miała z Menelaosem córkę Hermionę. W wyniku wywołanego przez Eris sporu trzech bogiń: Hery, Afrodyty i Ateny o to, która z nich jest najpiękniejsza, została przyrzeczona królewiczowi trojańskiemu Parysowi, który spór rozsądził na korzyść Afrodyty. Parys porwał Helenę do swojej ojczystej Troi. Menelaos, by odbić ukochaną, zorganizował wyprawę przeciw Troi, pod dowództwem swego brata, Agamemnona. W czasie wojny Parys został zabity, a Helena została żoną jego brata, Deifobosa. Wreszcie, po 10 latach wojny, Troja została zdobyta, a Menelaos ujrzawszy piękno żony, niezmienione mimo upływu czasu, wybaczył jej niewierność i lata rozłąki i zabrał jako małżonkę na swój dwór w Sparcie.
Jako bohaterka epopei Homera, Iliady i Odysei, stała się symbolem kobiecości i piękna. Według poety Stesichorosa z Himery na Sycylii, w Troi miał się znajdować tylko fantom Heleny, ona sama zaś przebywała w Egipcie, skąd zabrał ją Menelaos powracający spod Troi. Według Eurypidesa jest odpowiedzialną za okropności wojny trojańskiej, chytrą kokietką, zimną, próżną i nieczułą na tragedię, której była przyczyną.
Spartanie czcili jej pamięć w świątyni w Therapne, leżącej na południowy wschód od antycznego miasta.